# Vilenicagrottan
Vilenica är den äldsta turistgrottan i Slovenien. Den är nästan 1 300 meter lång, och   180 meter djup, men turister släpps bara in de första 450 meter av grottan.

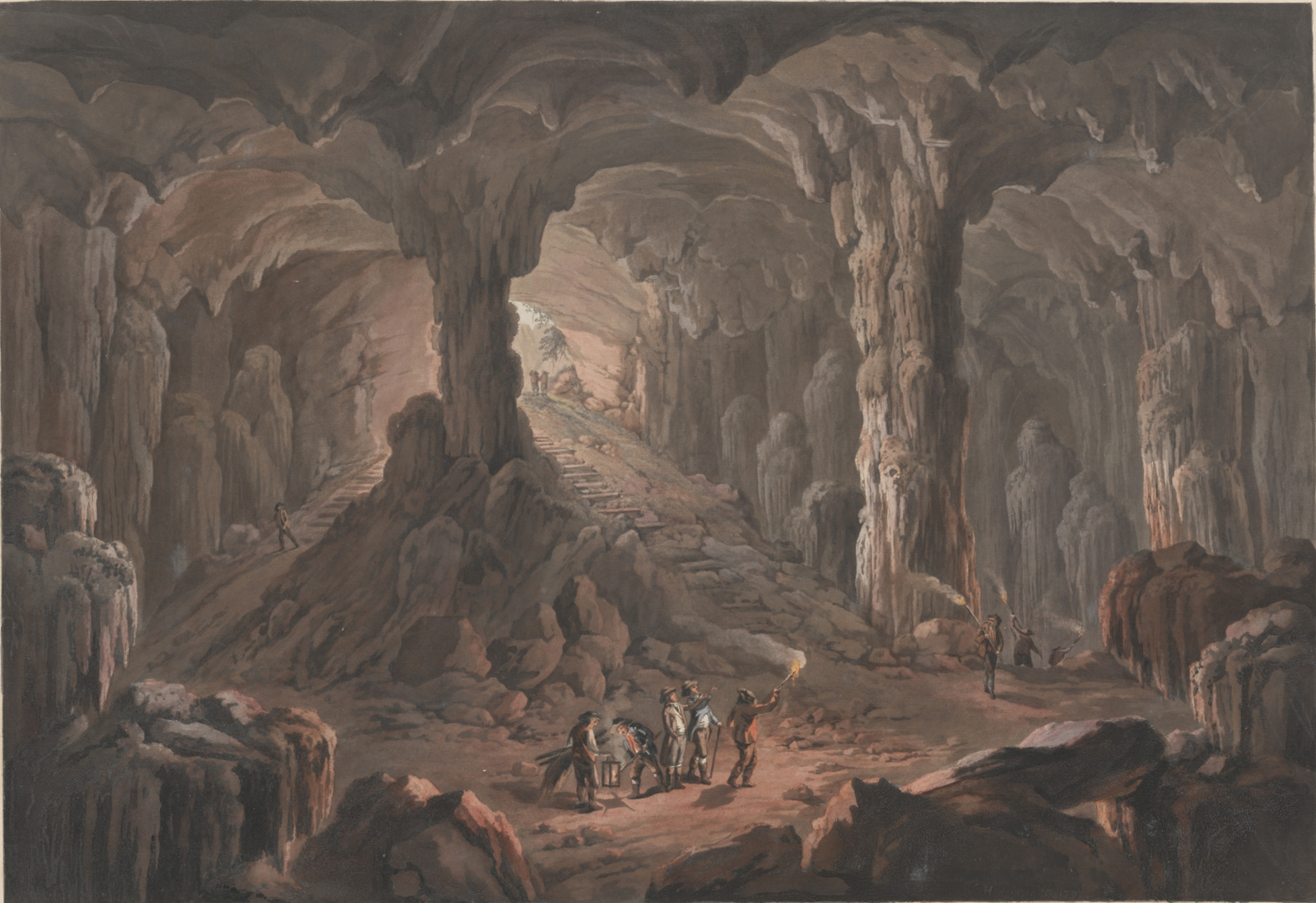
Vilenica på en illustration från år 1810

Avlutningen av Vilenica International Literary Festival och utdelningen av Vilenica International Literary Prize äger varje år rum i grottan.